# Sobreiro Curvo
Sobreiro Curvo é uma localidade da freguesia de A-dos-Cunhados, município de Torres Vedras, distrito de Lisboa. Situa-se na denominada Região Oeste de Portugal.
O nome da localidade deriva de uma lenda, segundo a qual um sobreiro muito grande e curvo abrigava os pastores e os seus rebanhos do calor e da chuva.
Tem por padroeiro São Sebastião, em honra do qual se realiza a festa anual da localidade, festa essa que se realiza desde o século XIX. A organização da festa cabe em cada ano a uma zona diferente, cuja identificação é feita através de cores. O salão de festas é ornamentado com milhares de flores artesanais em papel, feitas pelas pessoas da localidade.

## Actividades económicas
As principais actividades económicas são o comércio, a agricultura e os serviços.

## Património cultural e edificado
- Igreja de São Sebastião
- Lavadouros públicos (década de 50 séc. XX)
- Chafariz
- Moinho
- Adega Cooperativa
- Antigas instalações do Instituto da Vinha e do Vinho
- Centro Pastoral São Sebastião

## Festas e Romarias
- Padroeiro São Sebastião - último domingo de Janeiro
- Aniversário do Grupo Desportivo Sobreirense - 1 de Novembro

## Colectividades
- Grupo Desportivo Sobreirense
- Malandros BTT
- Associação para o Desenvolvimento e Melhoramento do Sobreiro Curvo e Casais Limítrofes
- Comissão de Festas de São Sebastião
- Sobreiro e Alta Vista - Associação de Desenvolvimento
- Cultura ao Centro